# Pristimantis caeruleonotus
Espèce
Statut de conservation UICN

 DD  : Données insuffisantes
Pristimantis caeruleonotus est une espèce d'amphibiens de la famille des Craugastoridae.

## Répartition
Cette espèce est endémique de la province de Huancabamba dans la région de Piura au Pérou. Elle se rencontre à Carmen de la Frontera entre 2 500 et 2 900 m d'altitude dans la cordillère de Huancabamba.

## Publication originale
- Lehr, Aguilar, Siu-Ting & Jordan, 2007 : Three new species of Pristimantis (Anura: Leptodactylidae) from the Cordillera de Huancabamba in northern Peru. Herpetologica, vol. 63, no 4, p. 519-536.